# NGC 476
NGC 476 (również PGC 4814) – galaktyka soczewkowata (S0), znajdująca się w gwiazdozbiorze Ryb. Odkrył ją Albert Marth 3 listopada 1864 roku.